# Ornans
Ornans es una comuna nueva francesa situada en el departamento de Doubs, de la región de Borgoña-Franco Condado.
Es la capital del cantón de Ornans y la sede de la comunidad de comunas Loue-Lison. En el último censo de 2019, tenía 4423 habitantes. El nuevo municipio creado el 1 de enero de 2016 es el resultado de la fusión de dos municipios: el antiguo municipio de Ornans y Bonnevaux-le-Prieuré.
Ornans es un centro cultural y turístico situado en el corazón de la primera meseta del macizo del Jura, en el valle del río Loue. La ciudad ofrece al turista una amplia oferta de actividades al aire libre gracias a la presencia del río y los acantilados que lo rodean, permitiendo la práctica de deportes de aguas bravas, pesca, senderismo, escalada y ciclismo. Lugar de nacimiento del pintor Gustave Courbet, a quien inspiró muchas pinturas, incluido el famoso Entierro en Ornans, un museo dedicado al hombre y sus obras recibe a decenas de miles de visitantes cada año. La ciudad también se beneficia de un rico patrimonio con doce monumentos históricos registrados o clasificados, numerosas mansiones privadas y sus casas cuyas fachadas bañadas por el río le han valido el sobrenombre de "pequeña Venecia del Franco Condado".
La ciudad de Ornans es también un centro económico de importancia regional, en particular debido a la presencia de un sitio industrial del grupo Alstom Transport especializado en la construcción de motores para el transporte ferroviario (incluido el TGV) y autobuses urbanos y la empresa Guillin Embalajes.

## Historia
Fue creada el uno de enero de 2016, en aplicación de una resolución del prefecto de Doubs de 6 de noviembre de 2015 con la unión de las comunas de Bonnevaux-le-Prieuré y Ornans, pasando a estar el ayuntamiento en la antigua comuna de Ornans. El  10 de junio de 1819 nació en Ornans el célebre pintor Gustave Courbet, maestro del realismo pictórico.

## Demografía
| Gráfica de evolución demográfica de Ornans entre 1800 y 2019 |
|                                                              |

Los datos entre 1800 y 2014 son el resultado de sumar los parciales de las dos comunas que forman la nueva comuna de Ornans, cuyos datos se han cogido de 1800 a 1999, para las comunas de Bonnevaux-le-Prieuré y Ornans de la página francesa EHESS/Cassini. Los demás datos se han cogido de la página del INSEE.

## Composición
| Comuna delegada      | Código INSEE | Población (2013) | Superficie (km²) | Densidad (hab./km²) |
| -------------------- | ------------ | ---------------- | ---------------- | ------------------- |
| Bonnevaux-le-Prieuré | 25076        | 112              | 3.08             | 36                  |
| Ornans               | 25434        | 4265             | 32.64            | 130                 |

## Cultura

### Ornans en la cultura popular
El pintor Gustave Courbet legó importantes obras a su ciudad natal, la más conocida de las cuales es el cuadro Entierro en Ornans.

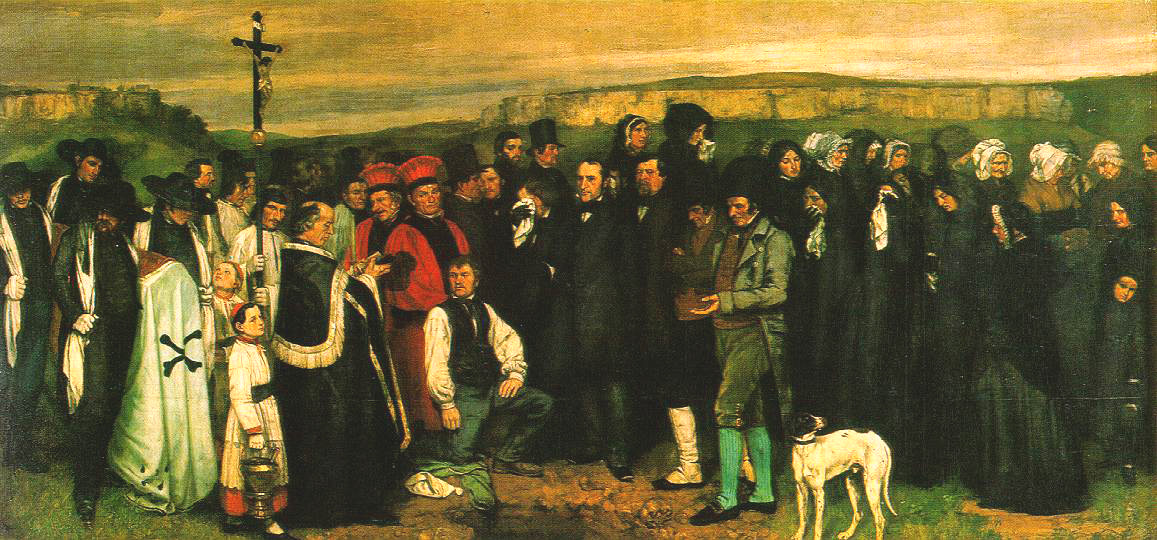
Entierro en Ornans (1849), por Gustave Courbet.
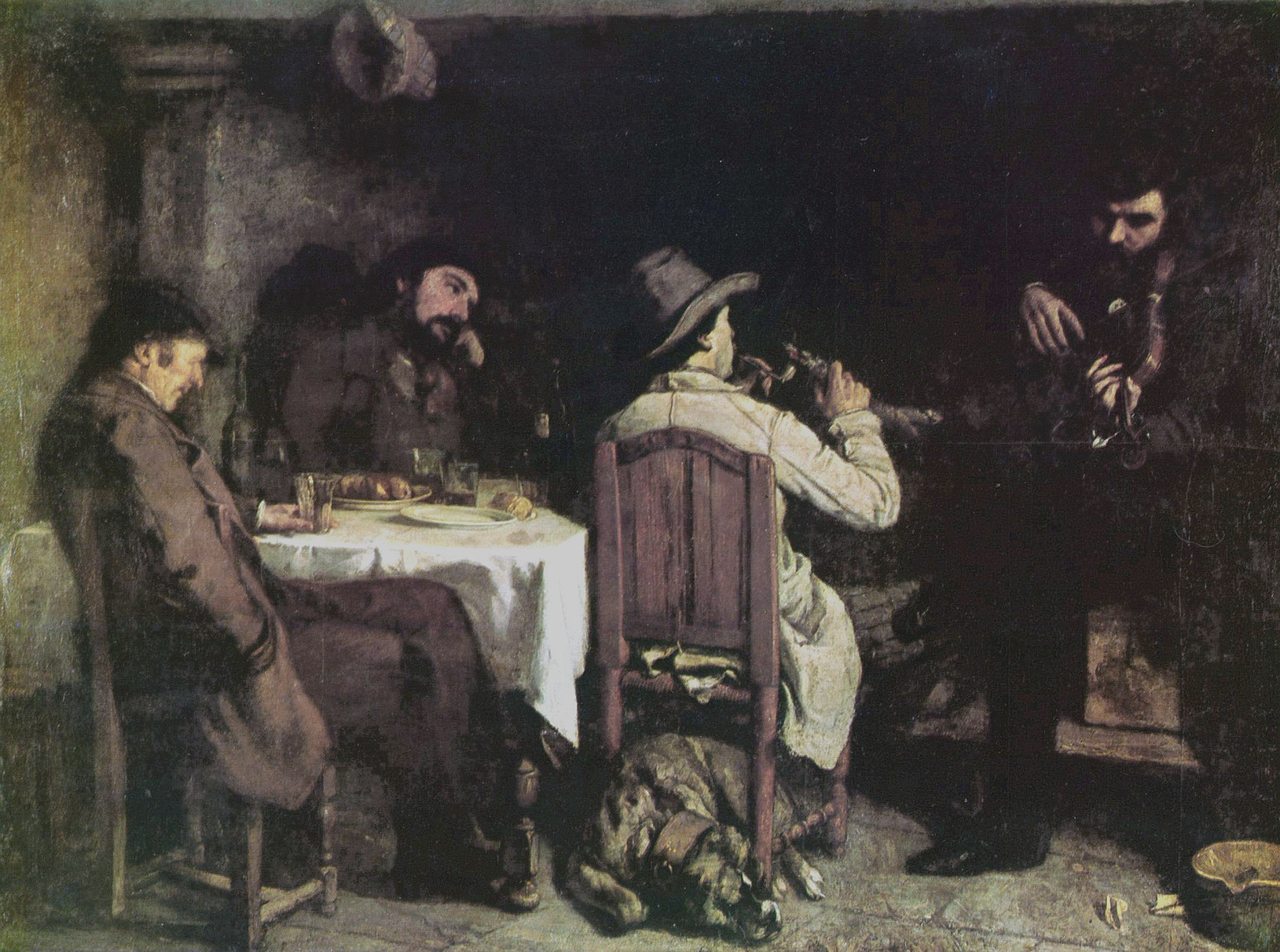
Tarde en Ornans (1849), por Gustave Courbet.
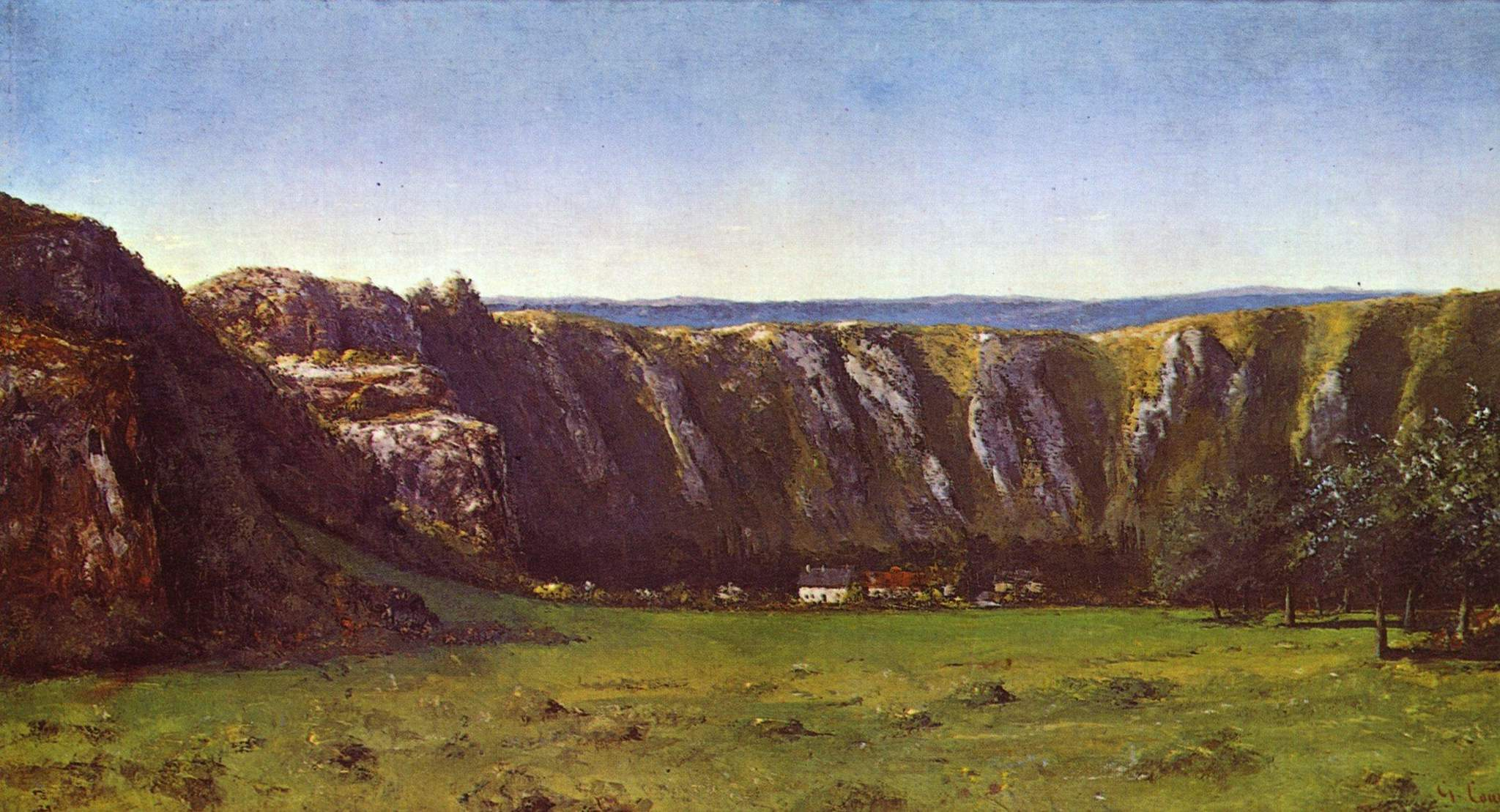
La Roche de Dix Heures (1855), por Gustave Courbet.

Ornans es también el escenario de la película Amor en rebeldía (1972), de Serge Korber.

### Lugareños ilustres
- Otón IV de Borgoña (Ornans 1248 - batalla cerca de Cassel 1303): Conde Palatino de Borgoña.
- Claudio Clemente, jesuita y escritor, (Ornans 1596- Madrid 1642).
- Nicolás Perrenot de Granvela (Ornans 1486 - Augsburgo, Alemania 1550): estadista de Franche-Comté; Canciller, Consejero y Guardián de los Sellos de Carlos V. Es el padre del cardenal Antoine Perrenot de Granvelle.
- Pierre Vernier (Ornans c. 1580 - 1637): ingeniero militar y matemático, inventor del instrumento de medida que lleva su nombre.
- Gustave Courbet (10 de junio de 1819 en Ornans, Doubs - 31 de diciembre de 1877 en La Tour-de-Peilz en Suiza) fue un destacado pintor francés del movimiento realista. Involucrado en los movimientos políticos de su tiempo, fue uno de los miembros electos de la Comuna de 1871.